# John Ormento
John Ormento, alias: John Ormando, John Forte, Big John, The Governor (New York, 1º agosto 1912 – New York, 1974), è stato un mafioso statunitense, potente "uomo d'onore" della famiglia Lucchese, dagli anni trenta agli anni settanta, prima come "soldato" e poi come "capodecina".
Ormento è stato uno dei capi del traffico di eroina, a New York e nel resto degli Stati Uniti tra gli anni cinquanta e sessanta.

## I primi anni
Giovanni Ormento nasce il 1º agosto del 1912, a New York. All'inizio degli anni trenta venne fatto "uomo d'onore", nella famiglia Gagliano, guidata all'epoca dal boss Tommaso Gagliano, nello stesso periodo si sposa con una ragazza di nome Carmela Mildred Forte, da cui avrà due figli, Connie e Thomas. Quest'ultimo sposò Patricia Livolsi, figlia del potente boss Frank Livolsi.
Ormento scala rapidamente i ranghi all'interno della cosca, e alla metà degli anni quaranta venne promosso "capodecina", divenendo così uno degli uomini più potenti dell'organizzazione. Proprio in quegli anni Ormento, diverrà uno dei capi dell'organizzazione che contrabbandava eroina, in tutti gli Stati Uniti, proveniente dalla Sicilia e composta da "uomini d'onore" di diverse famiglie mafiose.

## Località frequentate
Ormento risiedeva con la sua famiglia al 118 di Audrey drive, a Lido Beach Long Island, (New York). Secondo le informative della polizia, Ormento era solito frequentare l'area di East Harlem, e vari night club della città, assieme ad altri suoi associati mafiosi, e Detroit dove tra l'altro era stato presente ai matrimoni dei figli di William Tocco.

## Storia criminale
I primi arresti di Ormento risalivano al 1937, ed includevano 3 condanne per violazione della legge federale sui narcotici. Nel 1960 riceve una condanna a 5 anni di prigione, ed al pagamento di 10.000 dollari di multa, per i reati di cospirazione ed ostruzione alla giustizia.

## Modus operandi
Fu presente alla famosa Riunione di Apalachin nel 1957. Da una nota ufficiale del Federal Narcotics Bureau si legge che: "È stato un importante membro della Mafia, ed uno dei capi e leader del celebre gruppo mafioso denominato "107 street mob", ovvero la banda della 107ª strada di New York, un potente sodalizio mafioso che è stato per molti anni, responsabile di una grossa parte del contrabbando e della distribuzione di narcotici in America" .

## Affari legali
Aveva interessi al "O e S Trucking Company", e al "Long Island Garment Trucking Company", tutte società con sede legale a New York.

## Gli ultimi anni
Ormento iniziò a ritirarsi gradualmente dagli affari mafiosi all'inizio degli anni settanta. Giovanni Ormento morì di cause naturali nel 1974.

## Mafiosi associati
Ormento aveva rapporti di affari, di alleanza e di collaborazione con i seguenti mafiosi:
- New York
  - Gaetano Lucchese
  - Carmine Galante
  - Salvatore Santoro (mafioso)
  - Rocco Pellegrino
  - Frank Livolsi
  - John Dioguardi
  - Vincent Squillante
- Texas
  - Joseph Ianni'
- Detroit
  - Raffaele Quasarano
  - Angelo Meli
- Tampa
  - Frank Diecidue
  - Antonio Diecidue
- Sicilia
  - Lucky Luciano